# Färskesjön
Färskesjön är en sjö i Karlskrona kommun i Blekinge och ingår i Bruatorpsån-Lyckebyåns huvudavrinningsområde. Sjön är 4,3 meter djup, har en yta på 0,459 kvadratkilometer och är belägen 15 meter över havet. Färskesjön ligger i Färskesjön Natura 2000-område. Vid provfiske har abborre, gädda, mört och sutare fångats i sjön.

## Delavrinningsområde
Färskesjön ingår i det delavrinningsområde (622595-150321) som SMHI kallar för Utloppet av Färskesjön. Medelhöjden är 23 meter över havet och ytan är 2,33 kvadratkilometer. Det finns inga avrinningsområden uppströms utan avrinningsområdet är högsta punkten. Avrinningsområdets utflöde mynnar i havet. Avrinningsområdet består mestadels av skog (64 procent) och öppen mark (12 procent). Avrinningsområdet har 0,46 kvadratkilometer vattenytor vilket ger det en sjöprocent på 19,7 procent.